# Тельце Кахаля

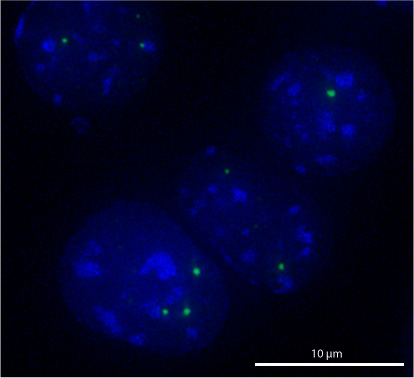
Ядра клеток мыши (синие), содержащие тельца Кахаля (зелёные точки). Изображение получено методом флуоресцентной микроскопии (коилин — маркер телец Кахаля — сращён с зелёным флуоресцентным белком)

Те́льце Каха́ля (ТК) (англ. Cajal body, CB) — образование в ядре клетки, присутствующее у некоторых ядерных организмов. Типичный размер телец Кахаля составляет 1—2 мкм, и в одной клетке может содержаться от 0 до 10 ТК. Клетки многих типов не имеют ТК, но ТК имеются в ядрах нейронов и раковых клеток. Основная функция телец Кахаля заключается в процессинге малых ядерных и малых ядрышковых РНК, а также сборке рибонуклеопротеиновых комплексов.
Для телец Кахаля характерно наличие маркерного белка коилина и малых РНК телец Кахаля (англ. small Cajal RNAs; scaРНК); помимо коилина, важнейшую роль в поддержании структурной целостности телец Кахаля играет белок выживания моторных нейронов (SMN). В тельцах Кахаля в высоких концентрациях содержатся малые ядерные рибонуклеопротеины (англ. small nuclear ribonucleoproteins, мяРНП) и другие факторы процессинга РНК, свидетельствующие о том, что тельца Кахаля служат местами сборки и/или посттранскрипционной модификации сплайсирующего аппарата ядра. Кроме того, ТК участвуют в процессинге мРНК гистонов и удлинении теломер. ТК существуют в течение всей интерфазы, однако исчезают в митозе. Биогенез телец Кахаля проявляет свойства самоорганизующейся структуры.

## История изучения

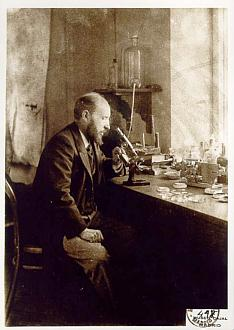
Сантьяго Рамон-и-Кахаль (1852—1934)

Тельце Кахаля впервые было описано Сантьяго Рамоном-и-Кахалем — испанским нейроанатомом, который в 1906 году получил Нобелевскую премию по физиологии и медицине совместно с Камилло Гольджи за исследования клеточного строения нервной системы. В 1903 году, используя технику импрегнации серебра, Кахаль обнаружил маленькое округлое тельце, которое встречалось в ядрах разных нервных клеток. Он назвал его вспомогательным тельцем (исп. cuerpo accessorio). В ходе своих морфологических исследований Кахалю удалось наблюдать сплайсирующие крапинки (англ. splicing specles), ядрышко и ядерную мембрану. Те тельца, которые Кахаль назвал cuerpo accessorio, были независимо описаны у самых разных организмов: млекопитающих, земноводных, насекомых и растений. Им были даны самые разнообразные названия: смотанные тельца (англ. coiled bodies) в клетках мыши, крысы и человека, эндотельца (нем. Binnenkörper) у насекомых, связанные с ядрышками тельца у растений. Порядок в это множество названий привнесло открытие белка коилина в смотанных тельцах клеток HeLa. Антитела против коилина послужили хорошими маркерами смотанных телец в клетках позвоночных и даже связанных с ядрышками телец в клетках гороха посевного (Pisum sativum). Теперь стало ясно, что гомологичные ядерные субкомпартменты, содержащие коилин, имеются у самых разных эукариот. Чтобы подтвердить эту общность и привести терминологию к единому образцу, для ядерных телец, содержащих коилин, было предложено название «тельца Кахаля». В 2002 году тельца Кахаля были впервые изолированы из живых клеток (клеток HeLa).

## Компоненты

Белки тельца Кахаля

Тельца Кахаля являются местами модификации малых ядерных РНК (мяРНК) и малых ядрышковых РНК (мякРНК), кроме того, в них происходит сборка и часть жизненного цикла РНП. Для телец Кахаля характерно присутствие белка коилина, малых ядерных рибонуклеопротеинов (мяРНП), малых ядрышковых рибонуклеопротеинов (мякРНП), теломеразных РНП и факторов сборки и созревания РНП, а также комплексов, образованных белком выживания моторных нейронов (SMN). Многобелковый комплекс Integrator, который осуществляет процессинг 3'-концов мяРНК и поддерживает целостность ТК, также может быть компонентом ТК.

### Коилин
После открытия коилина в клетках HeLa этот белок быстро стал характерным маркером для телец Кахаля в клетках млекопитающих. У человека и мыши коилин имеет примерно одинаковый размер (62,6 кДа и 62,3 кДа соответственно), и между их аминокислотными последовательностями наблюдается высокая степень сходства. У лягушки Xenopus коилин слегка меньше (59,6 кДа), а его аминокислотная последовательность значительно отличается от таковой у двух белков млекопитающих. Вне позвоночных определить гомологов коилина по последовательности аминокислот чрезвычайно трудно. Бесспорные ортологи коилина были описаны у Arabidopsis и Drosophila, однако пока у нематоды Caenorhabditis elegans, дрожжей Saccharomyces cerevisiae и других важных модельных организмов, не относящихся к позвоночным, ортологов коилина обнаружено не было.
Несмотря на удобство использования коилина в качестве маркера телец Кахаля, о самом коилине как белке известно немного: в частности, до сих пор нет сведений, какие биохимические функции он может выполнять в тельце Кахаля. Коилин связывается с белком выживания моторных нейронов (SMN) и с различными белками групп Sm и LSm, поэтому он может участвовать в сборке или модификации мяРНП. У мышей, арабидопсиса и дрозофилы были найдены строгие доказательства того, что коилин необходим для формирования ТК. У данио-рерио нокаут гена коилина при помощи морфолино, приводящий к утрате ТК и беспорядочному рассеянию мяРНП по ядру, вызывает остановку развития при переходе от стадии 15 сомитов к стадии 16 сомитов, вероятно, из-за нарушения правильного вырезания интронов и сниженного образования нормальных зрелых мРНК. Интересно, что этот эффект может быть уменьшен путём добавления зрелых человеческих мяРНП, но не только мяРНК или мяРНП, подтверждая, что у данио-рерио для правильной сборки мяРНП необходим коилин и, вероятно, тельце Кахаля. Нокаут гена коилина у мыши приводит к полулетальному фенотипу (50 % зародышей погибает на стадии внутриутробного развития). Некоторые гомозиготы умирают на стадии эмбрионов, а те из них, которые всё же доживают до взрослого возраста, имеют значительные проблемы с фертильностью и плодовитостью. Выращенные в культуре клетки, полученные от таких нокаутных мышей, не имеют типичных ТК. Вместо этого у них наблюдаются три типа «остаточных» телец, каждое из которых содержит часть компонентов телец Кахаля. У Arabidopsis мутант no cajal body 1 (ncb-1) имеет замену единственного основания в гене коилина, хотя непонятно, действительно ли он совершенно лишён коилина. Гомозиготы ncb-1 полностью жизнеспособны, однако с помощью антител к другим компонентам ТК (U2B и фибрилларин) ТК у них не обнаруживаются при помощи электронной микроскопии. У дрозофилы два различных нулевых мутанта по коилину полностью жизнеспособны в гомозиготном состоянии. В клетках нулевых по коилину мух методами иммуноокрашивания или in situ-гибридизации ТК не выявляются. Таким образом, у этих трёх изученных организмов коилин необходим для нормального формирования ТК, однако ни коилин, ни нормальные ТК не являются необходимыми для жизнеспособности.
Изменения в уровне экспрессии коилина связаны с изменениями содержания нескольких некодирующих РНК, в частности, мяРНК U2, рРНК, транскрибируемых РНК-полимеразой I, и РНК-компонента теломеразы. Кроме того, коилин способен связываться с различными некодирующими РНК, такими как предшественник рРНК 47/45S, мяРНК U2 и РНК-компонент теломеразы. Коилин обладает РНКазной активностью, которая особенно важна для процессинга 3'-конца мяРНК U2 РНК-компонента теломеразы. Таким образом, коилин способен оказывать влияние на транскрипцию и/или процессинг многих важных некодирующих РНК в клетке.
Несмотря на то, что коилин многие годы используется в качестве маркера телец Кахаля, а также ту критическую роль, которую он играет в поддержании их структурной целостности, установлено, что коилин также встречается в других особых ядерных тельцах — тельцах гистоновых локусов (англ. histone locus bodies, HLB).

### Малые ядерные рибонуклеопротеины (мяРНП)
После того как тельца Кахаля были выявлены методом иммуноокрашивания антителами против коилина, появилась простая методика использования других антител и in situ-гибридизации для создания каталога типичных компонентов ТК. Вскоре стало понятно, что ТК содержат множество белков и РНК, участвующих в процессинге РНК, в частности, сплайсинге малых ядерных РНК (мяРНК, англ. snRNA) (U1, U2, U4, U5 и U6). Так как собственно сплайсинг в тельцах Кахаля не происходит, было выдвинуто предложение, что ТК может играть некоторую роль в сборке или модификации сплайсирующих мяРНП. Биогенез сплайсирующих мяРНП — сложный процесс, включающий как ядерные, так и цитоплазматические этапы. Вкратце, транскрипция мяРНК происходит в ядре, вслед за чем они экспортируются в цитоплазму. В цитоплазме монометилгуанозиновый кэп на 5'-конце становится триметилированным, и каждая мяРНК упаковывается в комплекс из семи консервативных белков группы Sm. Наконец, собранные мяРНП возвращаются в ядро. Поскольку мяРНК, встречающиеся в тельцах Кахаля, связаны с белками Sm и имеют триметилгуанозиновый кэп, считают, что они уже вернулись в ядро из цитоплазмы. Это подтверждается кинетическими исследованиями, показывающими, что только что поступившие в ядро мяРНП сначала отправляются в ТК, после чего появляются в крапинках (кластерах гранул интерхроматина) и, наконец, попадают на хромосомы, где, собственно, и происходит сплайсинг. Модификация специфических нуклеотидов мяРНП, вероятно, происходит в ТК. Менее понятно, в какой степени сборка аппарата сплайсинга происходит в ТК. Предполагается, что ТК участвуют в осуществлении последних стадий образования U2 мяРНП, и, возможно, сборка U4/U6-U5 три-мяРНП происходит также в ТК. Также были представлены доказательства, что мяРНП рециркулируют через ТК. Очень может быть, что сплайсирующие мяРНП проходят из ТК в крапинки на пути к местам синтеза РНК и сплайсинга на хромосомах. Однако степень того, насколько отдельные мяРНП организованы в комплексы более высокого порядка в крапинках, неизвестна. Недавние исследования, проведённые на ооцитах земноводных, показали, что мяРНП могут рекрутироваться к хромосомам типа ламповых щёток независимо от сборки в зрелые сплайсосомы. Если это верно для всех клеток, то тельца Кахаля могут выполнять лишь ограниченную роль в сборке мяРНП в комплексы более высокого порядка.

### Малые РНК телец Кахаля (scaРНК)
Мощным шагом вперёд в понимании функций телец Кахаля стало открытие малых РНК телец Кахаля (scaРНК). ScaРНК находятся в близком родстве с малыми ядрышковыми РНК (мякРНК, англ. snoRNA) как по структуре, так и по функциям. Для обеих групп РНК характерно наличие особых мотивов — так называемых бокса C/D и бокса Н/АСА, и обе эти группы принимают участие в посттранскрипционной модификации других РНК. Бокс С/D мякРНК направляет присоединение 2'-O-метильных групп к специфическим остаткам рибозы в рРНК, в то время как бокс Н/АСА опосредует превращение специфических уридинов в псевдоуридин. Фибрилларин функционирует как метилтрансфераза, а дискерин/NAP57/CBF5 — как псевдоуридинсинтаза; каждый из этих белков взаимодействует с тремя дополнительными белками, образуя активный фермент. ScaРНК осуществляют схожие реакции с малыми ядерными РНК (мяРНК) и отвечают за их метилирование и псевдоуридилирование. Первая открытая и наиболее хорошо изученная РНК класса scaРНК — U85. Эта необычная направляющая РНК (англ. guide RNA) опосредует две модификации: 2'-O-метилирование С45 и псевдоуридилирование U46 в человеческой мяРНК U5. Эксперименты по фракционированию клеток и in situ-гибридизации показали, что scaРНК U85 локализуется исключительно в ТК клеток HeLa и Drosophila. Локализация этой РНК отличается от локализации её субстрата — мяРНК U5, которая также в больших количествах содержится в ТК, но, помимо этого, подобно другим мяРНК, широко распространена по всему ядру. Локализация U85 и других scaРНК отличается от локализации большинства направляющих РНК, содержащих боксы С/D и Н/АСА, которые концентрируются в ядрышке. Показано, что локализация РНК в ТК в клетках позвоночных зависит от наличия короткой консенсусной последовательности, названной САВ-боксом. Родственный, но несколько отличающийся мотив был описан в scaРНК Drosophila. САВ-бокс scaРНК и человека, и дрозофилы связывается с консервативным белком WRAP53 (также известным как белок WD40-repeat, TCAB1 и WDR79), который необходим для локализации этих РНК в тельцах Кахаля.
Специфическая локализация scaРНК в тельце Кахаля подтверждает, что метилирование и псевдоуридилирование мяРНК происходят в ТК после доставки собранных мяРНП в ядро. Эта гипотеза надёжно подтверждается экспериментами с культурой клеток, показывающими, что искусственные субстраты scaРНК модифицировались тогда, когда вводились в ТК, а не в ядрышко. Эта гипотеза также хорошо согласуется с хорошо известной концентрацией фибрилларина в ТК. В то же время маловероятно, что модификация мяРНК ограничена ТК, потому что лишённые коилина мухи, у которых отсутствовали ТК, тем не менее, имели нормальные уровни scaРНК, и все их мяРНК были модифицированы правильно. Представляется вероятным, что scaРНК и другие компоненты ТК в норме существуют в нуклеоплазме в виде макромолекулярных комплексов, которые слишком малы, чтобы быть по отдельности различимыми в обычный световой микроскоп. Коилин необходим для сборки этих комплексов в тельца Кахаля, различимые методами световой микроскопии, однако сборка этих телец не является необходимым условием для функционирования этих комплексов, по крайней мере, для scaРНК-зависимой модификации сплайсирующих мяРНК. Возможно, что ТК выполняет роль локальной концентрации реагентов, необходимых для процессинга мяРНК, и тем самым повышает его эффективность. Если в силу метаболических особенностей клетки какая-либо стадия созревания мяРНП в ТК становится скоростьлимитирующей (как, например, в случае эмбриогенеза данио-рерио, описанном выше), то клетки, лишённые коилина и, следовательно, ТК, оказываются нежизнеспособными.
Особой scaРНК, представляющей исключительный интерес, является РНК-компонент теломеразы — фермента, ответственного за поддержания постоянной длины теломер в клетках эукариот. Присутствие теломеразной РНК в ТК было показано методом in situ-гибридизации в линиях человеческих раковых клеток, однако в нераковых клетках её уровни в ТК были низкими или неопределимыми. Теломеразная РНК имеет мотив бокс Н/АСА и САВ-бокс. В ТК раковых клеток человека накапливается также теломеразная обратная транскриптаза. В ТК локализуются и другие компоненты теломеразного комплекса — белки дискерин, GAR1, NHP2, NOP10, WRAP53. WRAP53, который связывается с другими scaРНК, является частью холофермента человеческой теломеразы и необходим для синтеза теломер в клетках HeLa (в его отсутствие плюрипотентные клетки были неспособны удлинять свои теломеры). Возможно, коилин участвует в процессинге теломеразной РНК.

### GEMS и белок SMN
Исключительно интересным компонентом телец Кахаля является белок выживания моторных нейронов (англ. survival motor neuron protein, SMN). Когда внутриклеточную локализацию SMN впервые изучали методом иммунофлуоресценции, белок был виден по всей цитоплазме, а также в ядерном тельце, по размеру схожем с тельцем Кахаля, однако отличном от ТК. По этой причине открытое тельце получило название «близнец тельца Кахаля» (англ. Gemini of the CB, GEMS). По случайному совпадению, линия клеток HeLa, на которой были описаны GEMS, необычна: в человеческих клетках других линий, в том числе различных штаммах HeLa, в первичных нейронах, а также в клетках дрозофилы SMN локализуется там же, где и коилин в ТК. По этой причине в общем случае SMN может рассматриваться как важный компонент ТК, а не как маркер отдельного ядерного тельца.
Вероятнее всего, SMN совместно с коилином принимает участие в поддержании структурной целостности ТК. Показано, что SMN принимает участие в распознавании и разрешении R-петель в ходе терминации транскрипции, поэтому ТК, возможно, участвуют в регуляции транскрипции.
В 2017 году было показано, что SMN является мишенью ацетилтрансферазы CREBBP. В клетках человека этот фермент ацетилирует SMN по остатку лизина 119 (К119), вызывая выход белка в цитоплазму и расформирование ТК, а также уменьшение накопления мяРНП в ядерных спеклах. В мутантных клетках, у которых остаток лизина 119 в SMN заменён на аргинин, не подвергающийся ацетилированию, напротив, стимулируется образование ТК, а также новой категории телец промиелоцитной лейкемии (PML-телец), обогащённых SMN.
Как и следует из названия, у млекопитающих SMN необходим для правильного функционирования моторных нейронов, особенно для расположенных в спинном мозге. У мышей и дрозофилы нулевые мутации в единственной копии гена smn летальны. В случае человека дело обстоит несколько иначе, потому что у человека имеются две копии гена, одна из которых имеет изменённый сайт сплайсинга, приводящий к неэффективному процессингу транскрипта. Не забираясь в глубь довольно непростой генетики человеческого гена smn, можно сказать, что мутации в этом гене часто приводят к развитию состояния, известного как спинальная мышечная атрофия (SMA). SMA имеет место у примерно 1 из 6000 новорождённых и приводит к ранней смерти.
Биохимические исследования показали, что в клетках позвоночных SMN находится в макромолекулярном комплексе, известном как ассемблисома (англ. assemblysome). Этот комплекс состоит из самого SMN, семи геминов и нескольких других факторов. Этот комплекс функционирует в цитоплазме как шаперон, принимающий участие в сборке комплекса из сплайсирующих мяРНК с семичленным кольцом из белков Sm. SMN сопровождает собранные мяРНП на их обратном пути в ядро и облегчает ядерный импорт белков Sm, однако неизвестно, имеет ли SMN специфические функции в ядре.
Экспрессия человеческого SMN, меченного зелёным флуоресцентным белком, в клетках почкующихся дрожжей показала специфическую локализацию этого белка в небольшой структуре внутри ядрышка, которую авторы исследования назвали ядрышковым тельцем (англ. nucleolar body). Некоторые этапы созревания мякРНК U3 также протекают в этом тельце. Связь с ядрышком, накопление SMN, созревание U3 — всё это свидетельствует в пользу того, что ядрышковое тельце дрожжей эквивалентно тельцу Кахаля более сложных эукариот.

### Другие белки телец Кахаля
Белок WRAP53 (также известный как TCAB1 или WDR79), подобно SMN, обнаруживается в цитоплазме и ТК. Впервые этот белок был идентифицирован как белок, связывающийся с мотивом CAB в некоторых scaРНК, а также теломеразной РНК, и обеспечивающий локализацию этих РНК в ТК. Снижение уровня WRAP53 в клетке при помощи РНК-интерференции приводит к разрушению ТК и перемещению коилина в ядрышко, поэтому WRAP53 играет важную роль в поддержании структурной целостности ТК. Кроме того, WRAP53 задействован в биогенезе scaРНК.
CRM1 обнаруживается в нуклеоплазме и ТК. Он входит в состав комплекса, который переносит новосинтезированные малые ядерные РНК из ядра в цитоплазму, в которой проходит ряд этапов созревания этих РНК. По пути к цитоплазме этот комплекс, вероятнее всего, проходит через ТК. CRM1 также участвует в доставке малых ядрышковых рибонуклеопротеинов (мякРНП) в ядрышко, которые, как и мяРНП, в ходе своего созревания проходят через ТК. Ингибирование работы CRM1 приводит к нарушениям в структуре и динамике ТК.
DAXX функционирует как транскрипционный корепрессор. Этот белок выявляется в цитоплазме и ядре, а именно, в PML-тельцах. Было также продемонстрировано, что DAXX может находиться в ТК, причём его локализация в ТК зависит от стадии клеточного цикла, достигая максимума в ранней и средней S-фазе. В этот же период клеточного цикла в ТК наблюдается повышенная концентрация обратной транскриптазы, входящей в состав теломеразы (TERT), когда в ТК происходит сборка холофермента теломеразы, поэтому в ТК DAXX может стимулировать сборку теломеразы путём взаимодействия с её субъединицами, а также перемещение теломеразы к теломерам.
Дискерин (англ. Dyskerin) обнаруживается в ядрышке и ТК. Дискерин включается в состав теломеразного комплекса на ранних стадиях его формирования, а также входит в состав некоторых мякРНП и scaРНП. Было показано, что дискерин взаимодействует с коилином и SMN, поэтому его включение в состав теломеразного комплекса и РНП может регулироваться взаимодействием с другими белками ТК.
Fam118B известен как белок, взаимодействующий с коилином, причём как увеличение, так и сокращение экспрессии этого белка приводит к нарушениям в структуре и составе ТК. Нехватка Fam118B также сказывается на темпах сплайсинга и приводит к подавлению пролиферации клеток.
Фибрилларин известен как белок-маркер плотного фибриллярного компонента ядрышек. Он также выявляется в ТК и входит в состав некоторых мякРНП и scaРНП. Фибрилларин непосредственно взаимодействует с scaРНК и мяРНК и функционирует как метилтрансфераза, метилирующая мяРНК и рРНК. GAR-домен (домен, обогащённый глицином и аргинином) фибрилларина, кроме того, взаимодействует с SMN.
GAR1, подобно фибрилларину, локализуется в ядрышке и ТК. Этот белок участвует в биогенезе теломеразы и присутствует в зрелом теломеразном РНП. Кроме того, он входит в состав ряда мякРНП и scaРНП. GAR1 взаимодействует с SMN при помощи одного из двух своих GAR-доменов, один из которых находится на N-конце, а другой — на С-конце белка.
Nopp140 в большом количестве встречается в ядрышке и ТК и играет важную роль в образовании рибосом. Он образует комплекс с дискерином, который также выявляется в ядрышке и ТК. Кроме того, он взаимодействует с коилином, а также мякРНП и scaРНП, поэтому, возможно, Nopp140 выступает как шаперон мякРНП, обеспечивая связь между ядрышком и ТК. Возможно, что Nopp140 также принимает участие в биогенезе scaРНП в ТК. Имеются свидетельства, что функционирование Nopp140 в ТК зависит от SMN.
PA28γ — это хорошо изученный активатор протеасом. В условиях стресса, например, при облучении ультрафиолетом, ТК разрушаются и PA28γ колокализуется с коилином. Однако в клетках в нормальном состоянии PA28γ не обнаруживается в ТК и хаотично разбросан по нуклеоплазме. Сверхэкспрессия PA28γ приводит к разборке ТК, поэтому этот белок, вероятно, участвует в поддержании целостности ТК.
PHAX, как и CRM1, участвует в экспорте сплайсосомной мяРНК и локализуется в ТК и нуклеоплазме. PHAX взаимодействует с кэпом на 5'-конце мяРНК и формирует комплекс экспорта, в который также входит CRM1. Некоторое время комплекс находится в ТК, а затем выходит в цитоплазму. Уменьшение уровня PHAX в результате РНК-интерференции разрушает ТК, показывая, что биогенез мяРНП необходим для поддержания структуры ТК.
SART3 — это фактор сборки мяРНП, который взаимодействует с мяРНК U6 и накапливается в ТК. Предполагается, что этот белок в комплексе с SART3 принимает участие в этапе сборки сплайсосомы, который происходит в ТК. Помимо этого, SART3 взаимодействует с коилином и необходим для индукции образования в ТК в клеточных линиях, имеющих мало ТК, а также накопления незрелых мяРНП с коилином в ТК.
SmD1 — коровый компонент мяРНП. В ходе созревания мяРНП SmD1 в составе этих комплексов попадает в ТК, где взаимодействует с коилином и SMN.
Обратная транскриптаза теломеразы (TERT) также обнаруживается в ТК, так как именно там происходит сборка холофермента теломеразы.
Триметилгуанозинсинтаза I (TGS1), как и SMN, обнаруживается в цитоплазме и ТК. TGS1 непосредственно взаимодействует с SMN и в цитоплазме формирует кэп сплайсосомных мяРНК. В ТК функционирует укороченная изоформа TGS1, которая образует кэп мякРНК.
TOE1 (также известный как hCaf1z) обнаруживается в ядре и ТК. Этот белок участвует в подавлении клеточного роста, влияя на уровень в клетке белка p21 — ингибитора циклинзависимых киназ. Он также образует комплекс с белком hCcr4d, который также выявляется в ТК, и этот комплекс обладает деаденилирующей активностью. TOE1 взаимодействует и с коилином, и с SMN, причём сокращение уровня TOE1 приводит к разрушению ТК, замедлению сплайсинга пре-мРНК и подавлению пролиферации клеток. В ТК TOE1, вероятно, участвует в процессинге различных РНК.
USPL1 — недавно идентифицированный компонент ТК, который необходим для формирования нормальных ТК. Снижение уровня этого белка в клетке приводит к сокращению транскрипции мяРНК, замедлению сборки мяРНП и сплайсинга пре-мРНК. Вероятно, USPL1 играет важную роль в транскрипции генов мяРНК РНК-полимеразой II.

## Связь телец Кахаля и специфических локусов
Поскольку ядрышки связаны со специфическими локусами на хромосомах, возникает справедливый вопрос: а не существует ли подобных ассоциаций у телец Кахаля и других ядерных органелл. В случае ТК пока не существует никаких доказательств того, что транскрипция происходит в самом тельце, а потому нет никаких оснований полагать, что ТК, как ядрышки, соответствуют активным генным локусам. Тем не менее, ТК могут формироваться на специфических локусах или перемещаться туда, выступая в качестве переносчика необходимых для этих локусов факторов. Наличие подобных связей подтверждается тем фактом, что ТК в культуре клеток позвоночных демонстрируют предпочтительную ассоциацию с генными локусами, кодирующими мяРНК. В этих клетках ТК связаны с кластерами генов не только U1, U2 и U4, но и с локусами минорных мяРНК U11 и U12. Было высказано предположение, что мяРНК в ТК каким-то образом осуществляют регуляцию транскрипции мяРНК в этих локусах по типу обратной связи. Какова бы ни была причина этой ассоциации, связь между ТК и локусами мяРНК динамична и зависит от транскрипции, как было показано в ходе недавнего экспериментального анализа. Отрезок индуцибельных генов мяРНК U2 был введён в культуру клеток вместе с флуоресцентно-меченым коилином. До тех пор, пока отрезок U2 был транскрипционно неактивен, между ним и ТК не существовало никакой особой связи. Однако при индукции транскрипции отрезок U2 переместился очень близко к ТК и в конце концов достиг физического контакта с ним. Это заметное перемещение было нарушено у доминантного отрицательного мутанта по β-актину, что подтверждает роль ядерного актина в перемещении хромосомных локусов в ответ на активацию транскрипции.
Другая особая связь существует между тельцем Кахаля и теломерами. В течение большей части клеточного цикла теломеразная РНК отмечается только в ТК. Кроме того, было установлено, что в ходе S-фазы ТК образуют временные связи с теломерами. Эти результаты подтверждают существование специфических взаимодействий между ТК и теломерами в ходе удлинения теломер. Функциональное значение этого явления ещё предстоит определить.

### Тельце Кахаля и ядрышко
Тельца Кахаля тесно связаны друг с другом физически. Согласно первоначальным ультраструктурным данным, ТК может быть полностью слитым с ядрышком, отпочковываться от него или же совершенно свободно лежать в нуклеоплазме. Использование белков, слитых с зелёным флуоресцентным белком, показало, что ТК могут отпочковываться друг от друга или сливаться друг с другом, но никогда не сливаться с ядрышком. Тем не менее, во многих клетках ТК выявляются в непосредственной близости от ядрышек. Позднее, однако, внутри ядрышек были выявлены структуры, содержащие белки, которые также обнаруживаются в ТК (например, CRM1). Эти тельца получили название внутриядрышковых телец (англ. intranucleolar bodies). Они содержат мало коилина и на ультраструктурном уровне непохожи на типичные ТК, поэтому вряд ли являются внутриядрышковыми ТК. На тесную связь ТК и ядрышек указывает биохимическая общность: многие ядрышковые белки, такие как фибрилларин, нуклеолин, Nopp140 и NAP57, выявляются в ТК, как ассоциированных с ядрышком, так и свободно расположенных в нуклеоплазме. Многие резидентные белки ТК, в свою очередь, перемещаясь по ядру, проходят сквозь ядрышки, а многие ядрышковые РНК подобным образом проходят через ТК. Кроме того, в ядрышках многих клеток накапливается коилин. Всё это свидетельствует о тесной структурно-функциональной связи ТК и ядрышка.

## Тельца Кахаля и ответ на стресс
Установлено, что вирусные инфекции, воздействие ультрафиолета, ионизирующего излучения, а также обработка цисплатином и этопозидом — агентами, повреждающими ДНК, — разными путями нарушают работу телец Кахаля. Например, ультрафиолет и аденовирусная инфекция запускают образование коилин-содержащих микрофокусов. Интересно, что для повреждения ТК под действием ультрафиолета необходима субъединица активатора протеасомы PA28γ, которая, хотя и не попадает в ТК, влияет на формирование ТК через взаимодействие с коилином, содержащимся в нуклеоплазме. При герпесвирусной инфекции, напротив, коилиновые микрофокусы не образуются, а коилин переносится к повреждённым центромерам в ходе процесса, получившего название интерфазного ответа на повреждение центромер (англ. interphase centromere damage response (iCDR)). Под действием ионизирующего излучения, а также цисплатина или этопозида ТК разрушаются, и коилин релокализуется в ядрышке. Детальные механизмы действия этих агентов на ТК ещё не установлены, однако эти данные говорят о том, что ТК могут участвовать в путях ответа на стресс.
Некоторые данные о механизмах участия ТК в ответах на стресс были получены при изучении коилина. Оказалось, что коилин обусловливает ответ клетки на действие цисплатина и регулирует связывание РНК-полимеразы I с промоторами генов рРНК. Связывание коилина с некоторыми некодирующими РНК изменялось под действием цисплатина или этопозида. Таким образом, экспериментальные данные свидетельствуют в пользу того, что ТК (в частности, коилин) принимают участие в путях ответа на стресс, которые регулируют биогенез РНП, а также транскрипцию и процессинг рРНК.
Известно, что некоторые другие условия могут влиять на ТК. Факторы внешней среды (например, температура), изменения, связанные с развитием (например, организация ядра в клетках зародыша и взрослого организма), болезненное состояние (такое как трансформация нормальной клетки в раковую) оказывают влияние на ТК. Интересно, что локальное силовое воздействие на поверхность клетки посредством интегринов вызывает нарушения в связывании некоторых белков с ТК (в частности, нарушается связывание коилина в SMN).

## Формирование и регуляция
Установлено, что ингибиторы транскрипции, трансляции, ядерного экспорта, киназной и фосфатазной активности вызывают разборку телец Кахаля и/или перемещение коилина в другие места. Кроме того, ТК, будучи динамическим ядерным тельцем, разбирается при митозе и вновь образуется в G1-фазе клеточного цикла, подобно ядру и ядрышку. Поскольку в разборке ядрышка и ядра при митозе ключевую роль играет фосфорилирование, весьма вероятно, что сборкой и разборкой ТК в ходе клеточного цикла также управляет эта модификация. Действительно, по меньшей мере 20 белков ТК могут фосфорилироваться. Фосфорилирование коилина и SMN влияет на взаимодействие этих белков друг с другом и с мяРНП. По всей вероятности, фосфорилирование WRAP53 регулирует взаимодействие этого белка с коилином и SMN, а эти реакции необходимы для правильной сборки ТК.
Фосфорилирование может не только изменять белок-белковые взаимодействия в ТК, но и влиять на его активность. У мутантов с дефектным фосфорилированием РНКазная активность коилина снижалась. Кроме того, при гиперфосфорилировании коилина изменялось его связывание с различными некодирующими РНК. Это состояние характеризуется также сниженной самоассоциацией коилина, в результате чего ТК разбирается, хотя обычно это событие приурочено к митозу. Таким образом, фосфорилирование и дефосфорилирование различных компонентов СВ является конечным результатом сигнальных путей, сообщающих о нуждах клетки в белках. Эти пути, вероятно, регулируют ядерные и цитоплазматические этапы биогенеза мяРНП. Кроме того, PRMT5 и 7, которые симметрично диметилируют остатки аргинина, могут модифицировать коилин и другие компоненты ТК. Как и фосфорилирование, эта модификация влияет на белок-белковые взаимодействия и локализацию белков, тем самым оказывая влияние на формирование и работу ТК. Наконец, в регуляцию ТК может быть вовлечено сумолирование. Помимо посттрансляционных модификаций, на формирование и состав ТК могут влиять некоторые сигнальные белки.

## Клиническое значение
Хотя на данный момент не было установлено чёткой связи между дисфункциями ТК и определёнными заболеваниями человека, некоторые мутации компонентов ТК, как сейчас известно, приводят к развитию определённых расстройств. Так, отсутствие функционального белка SMN1 приводит к спинальной мышечной атрофии — дегенеративному расстройству мотонейронов спинного мозга. Мутации в генах, кодирующих членов теломеразного комплекса, приводят к преждевременному старению и врождённому дискератозу. Нарушения в различных компонентах ТК могут быть ассоциированы с раковыми заболеваниями.

### Книги
- Альбертс Б., Джонсон А., Льюис Д. и др. Молекулярная биология клетки / Пер. с англ. А. Н. Дьяконовой, А. В. Дюбы и А. А. Светлова. Под ред. Е. С. Шилова, Б. П. Копнина, М. А. Лагарьковой, Д. В. Купраша. — М.—Ижевск: НИЦ «Регулярная и хаотическая динамика», 2013. — С. 559—560. — 2821 с. — ISBN 978-5-4344-0137-1.

- The Nucleus / Tom Misteli, David L. Spector. — New York: Cold Spring Harbor Perpectives in Biology, 2011. — 463 p. — ISBN 978-0-87969-894-2.

### Статьи
- Meier U. T. RNA modification in Cajal bodies. (англ.) // RNA biology. — 2017. — Vol. 14, no. 6. — P. 693—700. — doi:10.1080/15476286.2016.1249091. — PMID 27775477. [исправить]
- Staněk D. Cajal bodies and snRNPs - friends with benefits. (англ.) // RNA biology. — 2017. — Vol. 14, no. 6. — P. 671—679. — doi:10.1080/15476286.2016.1231359. — PMID 27627834. [исправить]
- Lafarga M., Tapia O., Romero A. M., Berciano M. T. Cajal bodies in neurons. (англ.) // RNA biology. — 2017. — Vol. 14, no. 6. — P. 712—725. — doi:10.1080/15476286.2016.1231360. — PMID 27627892. [исправить]
- Sawyer I. A., Hager G. L., Dundr M. Specific genomic cues regulate Cajal body assembly. (англ.) // RNA biology. — 2017. — Vol. 14, no. 6. — P. 791—803. — doi:10.1080/15476286.2016.1243648. — PMID 27715441. [исправить]